# خیکی (اصطلاح همجنسگرایی)
خیکی، گوشتالو، چاقالو یا چاب (انگلیسی: Chub) اصطلاحی است که در مورد مردانی که بسیار چاق هستند و اضافه وزن دارند بکار میرود.

## برخی از اصلاحات رایج
- خیکی: مرد درشت، دارای اضافه وزن یا بسیار چاق.
- اَبَر خیکی: یک خیکی که به شدت بزرگ جثه و چاق است.
- خرس: مردی نسبتاً چاق و چهارشانه که بدن پشمالو و ریش و سبیل دارد.
- خرس خیکی: مردی که هم مشخصات خرس‌ها و هم مشخصات خیکی‌ها را دارد.